# Chevrolet Opala
Der Chevrolet Opala ist ein von 1969 bis 1992 vom Automobilhersteller General Motors unter der Automarke Chevrolet in Brasilien produzierter Wagen der oberen Mittelklasse mit Hinterradantrieb und zugleich der erste von General Motors in Brasilien hergestellte Personenwagen.
Der Opala basierte auf dem Opel Rekord C und wurde im November 1968 auf dem Automobilsalon von Sao Paulo vorgestellt. Lieferbar waren zunächst die viertürige Limousine und das zweitürige Coupé. Anstelle der im Rekord verwendeten Motoren wurden hier von Chevrolet stammende 2,5-Liter-Reihenvierzylinder und 3,8-Liter-Reihensechszylinder eingebaut, letzterer später durch einen 4,1 Liter großen Sechszylinder ersetzt.
Der 1971 vorgestellte Opala SS mit 4,1-Liter war bis zum Erscheinen des Ford Maverick mit Fünfliter-V8 das schnellste brasilianische Auto.
1975 erschien zusätzlich eine Caravan genannte Kombiversion (nur mit zwei Türen).
Vom Opala gab es seit den späten 1970er Jahren auch umfangreicher ausgestattete Luxusversionen unter der Bezeichnung „Comodoro“ und „Diplomata“. Der Chevrolet Opala von 1969 bis 1984 hatte Blinker mit Standlicht vorne und ein Bremslicht mit Blinker hinten (amerikanischer Stil). Von 1969 bis 1984 hatte er die gleichen Türgriffe wie der Opel Rekord C. Der Chevrolet Opala von 1985 bis 1992 hat einen Scheinwerfer mit Standlicht vorne und orange Blinker auf der Rückseite (europäischer Stil), von 1985 bis 1992 gab es andere Türgriffe.
Die Fertigung des Opala und seiner Varianten wurde 1992 eingestellt; im gleichen Jahr lief das millionste Exemplar vom Band.
Nachfolger war der auf dem Opel Omega A2 aufbauende Chevrolet Omega.

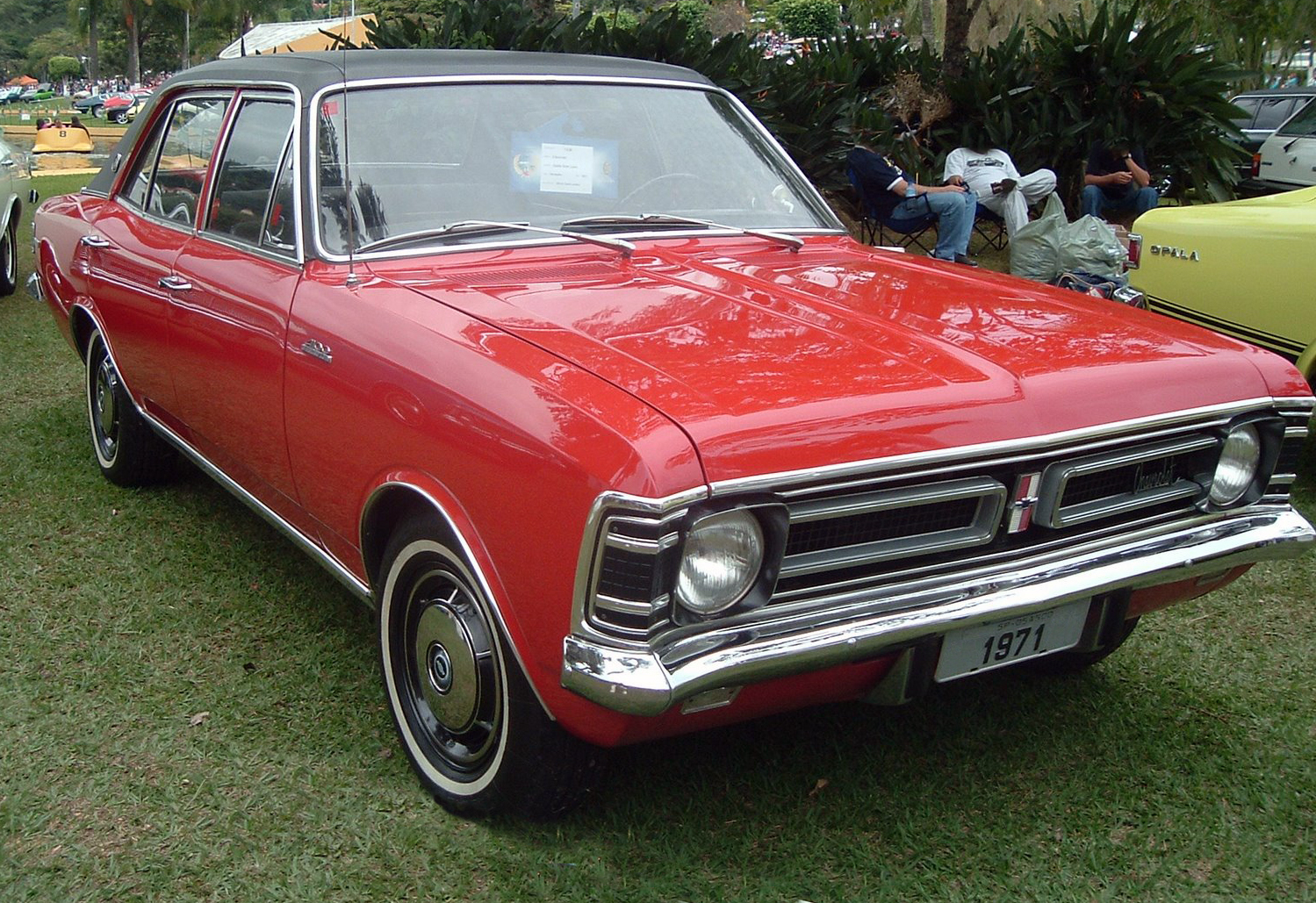
Chevrolet Opala 3,8 l 1971
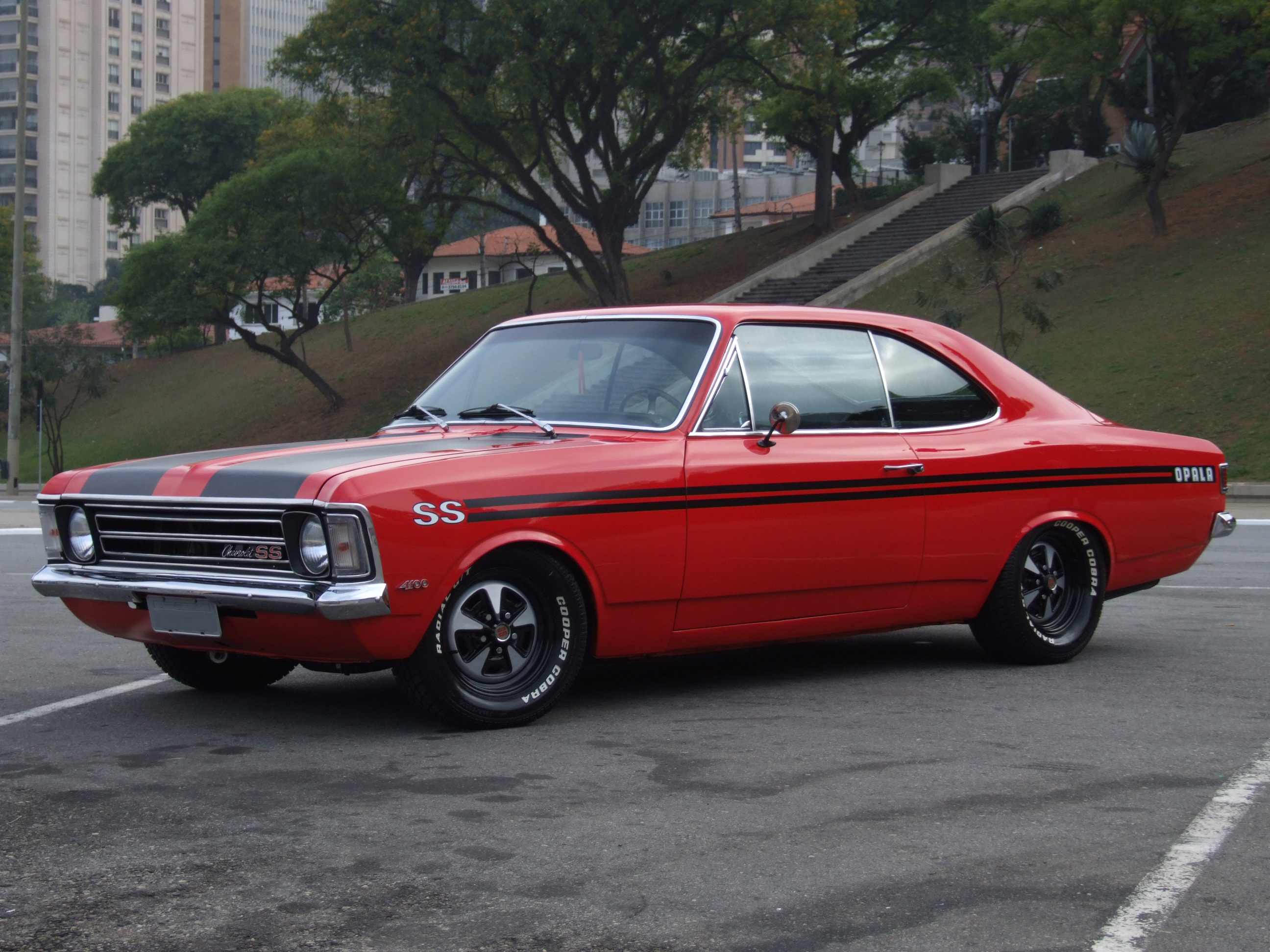
Chevrolet Opala SS 1974
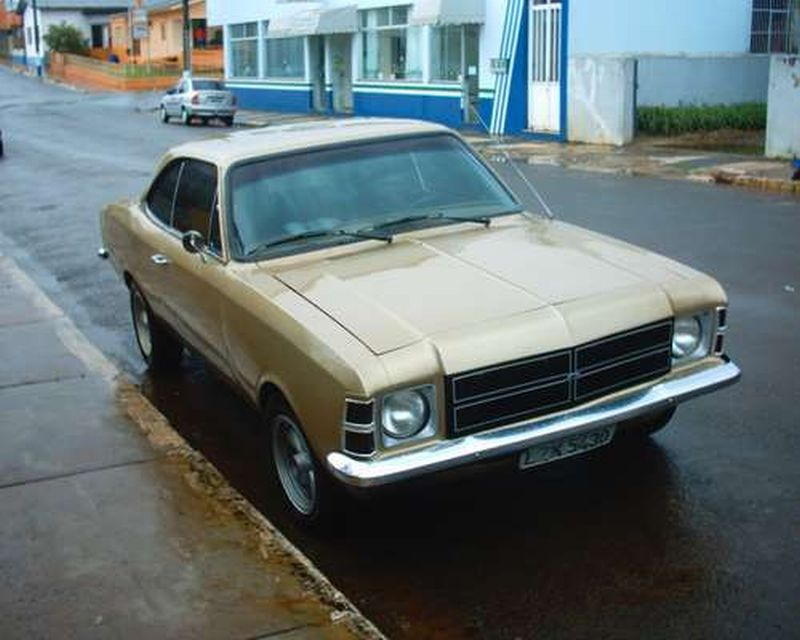
Chevrolet Opala Coupé 1978–1979
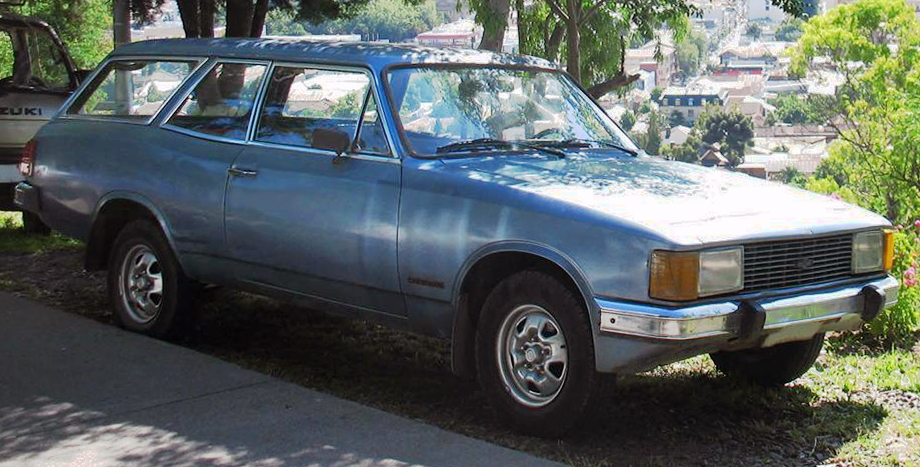
Chevrolet Opala Caravan 1982
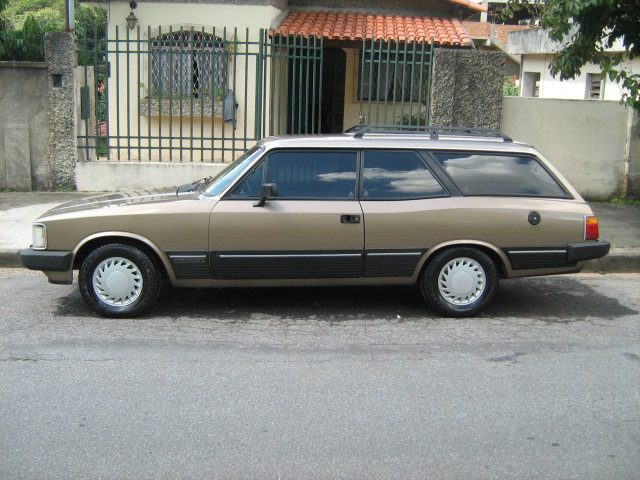
Chevrolet Caravan Diplomata 1986–1987
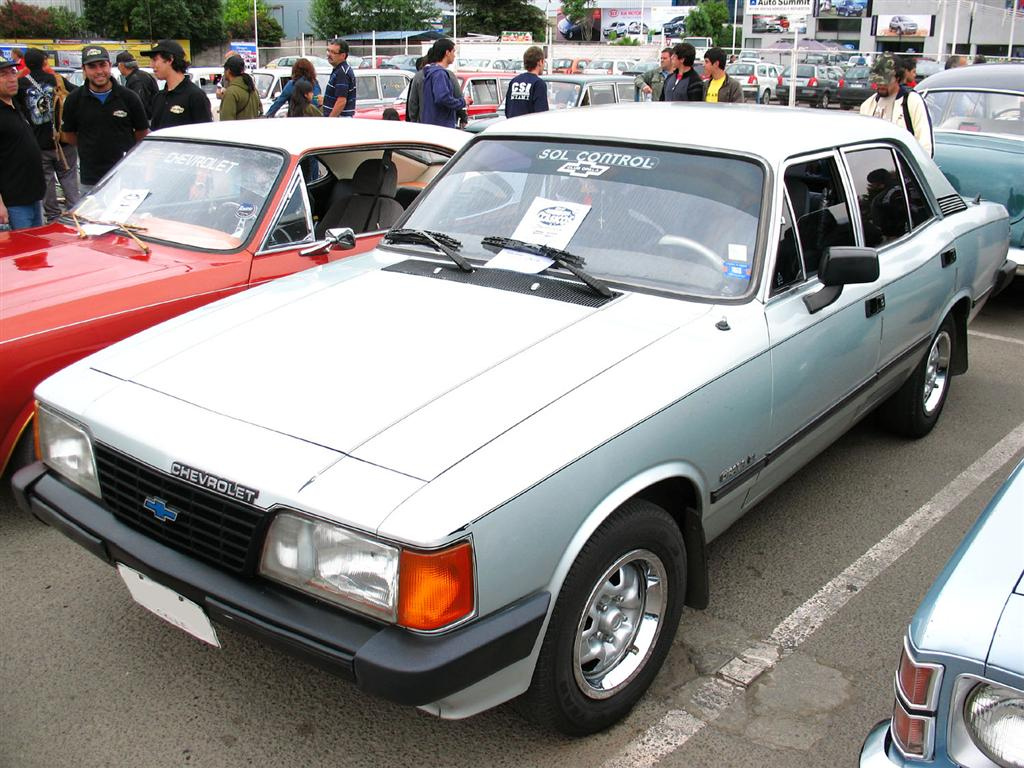
Chevrolet Opala SL 1990
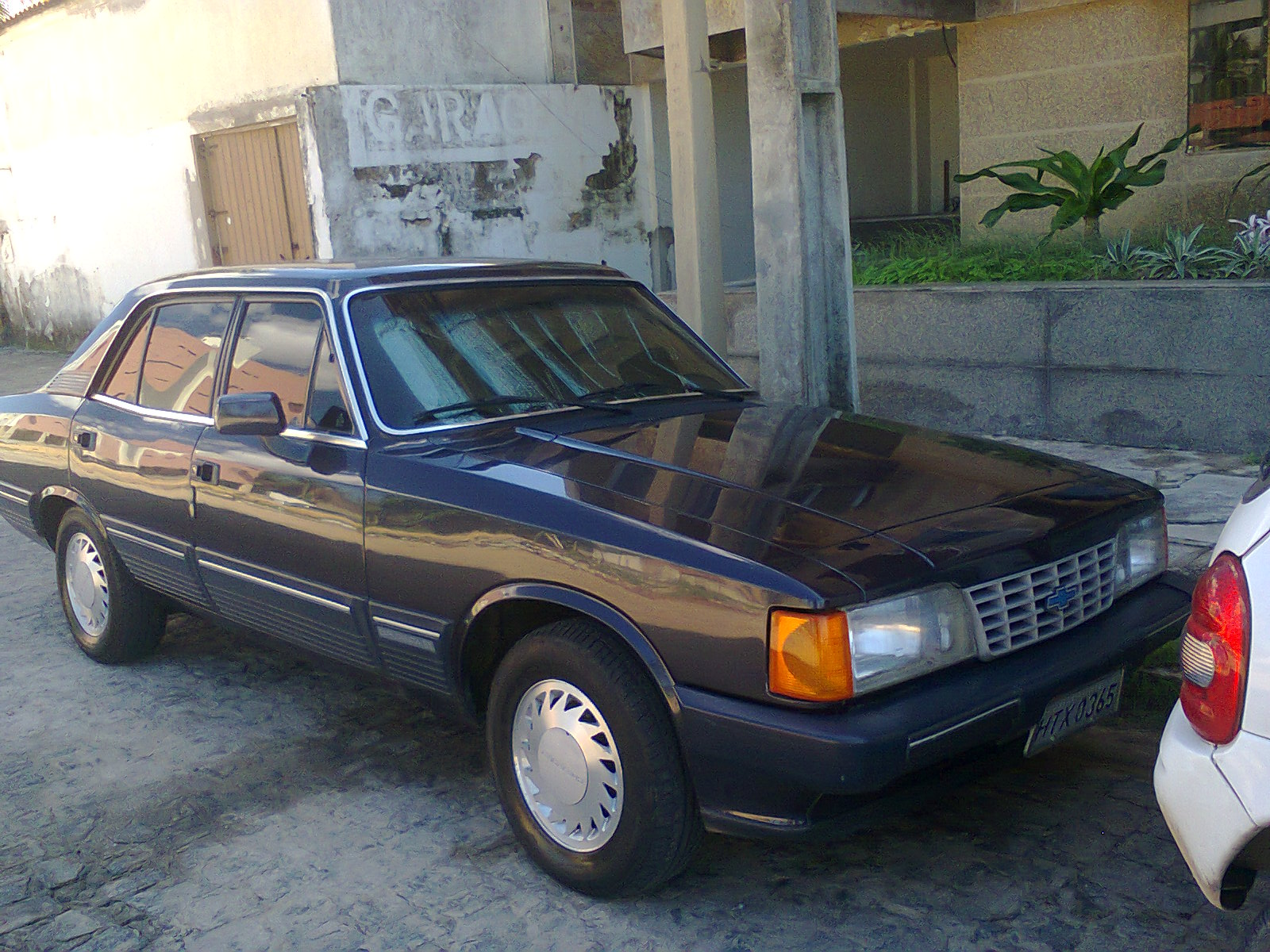
Chevrolet Opala Diplomata SE 4.1 1989–1990

| Technische Daten Chevrolet Opala/Comodoro/Diplomata | Technische Daten Chevrolet Opala/Comodoro/Diplomata                                                     | Technische Daten Chevrolet Opala/Comodoro/Diplomata                                                     | Technische Daten Chevrolet Opala/Comodoro/Diplomata                                                     | Technische Daten Chevrolet Opala/Comodoro/Diplomata                                                     | Technische Daten Chevrolet Opala/Comodoro/Diplomata                                                     | Technische Daten Chevrolet Opala/Comodoro/Diplomata                                                     |
| Chevrolet Opala:                                    | 2500 | 2500 S (ab 1977)                                                                                        | 3800 | 4100 | 4100 Envemo                                                                                             | 4100 Alkohol (ab 1979)                                                                                  |
| --------------------------------------------------- | --- | --- | --- | --- | --- | --- |
| Motor:                                              | 4-Zylinder-Reihenmotor (Viertakt)                                                                       | 4-Zylinder-Reihenmotor (Viertakt)                                                                       | 6-Zylinder-Reihenmotor (Viertakt)                                                                       | 6-Zylinder-Reihenmotor (Viertakt)                                                                       | 6-Zylinder-Reihenmotor (Viertakt)                                                                       | 6-Zylinder-Reihenmotor (Viertakt)                                                                       |
| Hubraum:                                            | 2512 cm³                                                                                                | 2471 cm³                                                                                                | 3768 cm³                                                                                                | 4093 cm³                                                                                                | 4093 cm³                                                                                                | 4093 cm³                                                                                                |
| Bohrung × Hub:                                      | 98,4 × 82,6 mm                                                                                          | 101,5 × 76,2                                                                                            | 98,4 × 82,6 mm                                                                                          | 98,4 × 89,7 mm                                                                                          | 98,4 × 89,7 mm                                                                                          | 98,4 × 89,7 mm                                                                                          |
| Leistung bei 1/min:                                 | 60 kW (81 SAE-PS) bei 4000                                                                              | 73 kW (99 SAE-PS) bei 4800                                                                              | 94 kW (127 SAE-PS) bei 4000                                                                             | 103 kW (140 SAE-PS) bei 4100                                                                            | 151 kW (205 SAE-PS) bei 5500                                                                            | 90 kW (122 PS) bei 4000                                                                                 |
| Max. Drehmoment bei 1/min:                          | 184 SAE-Nm bei 2600                                                                                     | 202 SAE-Nm bei 2800                                                                                     | 267 SAE-Nm bei 2400                                                                                     | 296 SAE-Nm bei 2400                                                                                     | 347 SAE-Nm bei 3500                                                                                     | 265 Nm bei 2400                                                                                         |
| Verdichtung:                                        | 7,0:1                                                                                                   | 7,5:1                                                                                                   | 7,0:1                                                                                                   | 7,0:1                                                                                                   | 8,7 :1                                                                                                  | 11,0 :1                                                                                                 |
| Gemischaufbereitung:                                | 1 Fallstromvergaser Solex H40/44                                                                        | 1 Doppelvergaser                                                                                        | 1 Fallstromvergaser Solex 40/41                                                                         | 1 Fallstromvergaser Solex 40/41                                                                         | 3 Fallstromvergaser Solex 40                                                                            | 1 Fallstromvergaser                                                                                     |
| Ventilsteuerung:                                    | Seitliche Nockenwelle, Antrieb über Zahnräder                                                           | Seitliche Nockenwelle, Antrieb über Zahnräder                                                           | Seitliche Nockenwelle, Antrieb über Zahnräder                                                           | Seitliche Nockenwelle, Antrieb über Zahnräder                                                           | Seitliche Nockenwelle, Antrieb über Zahnräder                                                           | Seitliche Nockenwelle, Antrieb über Zahnräder                                                           |
| Kühlung:                                            | Wasserkühlung                                                                                           | Wasserkühlung                                                                                           | Wasserkühlung                                                                                           | Wasserkühlung                                                                                           | Wasserkühlung                                                                                           | Wasserkühlung                                                                                           |
| Getriebe:                                           | 3- oder 4-Gang-Getriebe, Lenkrad- oder Mittelschaltung a.W. Trimatic-Dreigangautomatik Hinterradantrieb | 3- oder 4-Gang-Getriebe, Lenkrad- oder Mittelschaltung a.W. Trimatic-Dreigangautomatik Hinterradantrieb | 3- oder 4-Gang-Getriebe, Lenkrad- oder Mittelschaltung a.W. Trimatic-Dreigangautomatik Hinterradantrieb | 3- oder 4-Gang-Getriebe, Lenkrad- oder Mittelschaltung a.W. Trimatic-Dreigangautomatik Hinterradantrieb | 3- oder 4-Gang-Getriebe, Lenkrad- oder Mittelschaltung a.W. Trimatic-Dreigangautomatik Hinterradantrieb | 3- oder 4-Gang-Getriebe, Lenkrad- oder Mittelschaltung a.W. Trimatic-Dreigangautomatik Hinterradantrieb |
| Radaufhängung vorn:                                 | kurze Dreieckslenker oben, lange Querlenker unten, Zugstreben, Schraubenfedern                          | kurze Dreieckslenker oben, lange Querlenker unten, Zugstreben, Schraubenfedern                          | kurze Dreieckslenker oben, lange Querlenker unten, Zugstreben, Schraubenfedern                          | kurze Dreieckslenker oben, lange Querlenker unten, Zugstreben, Schraubenfedern                          | kurze Dreieckslenker oben, lange Querlenker unten, Zugstreben, Schraubenfedern                          | kurze Dreieckslenker oben, lange Querlenker unten, Zugstreben, Schraubenfedern                          |
| Radaufhängung hinten:                               | Starrachse, vier Längslenker, Querlenker, Schraubenfedern                                               | Starrachse, vier Längslenker, Querlenker, Schraubenfedern                                               | Starrachse, vier Längslenker, Querlenker, Schraubenfedern                                               | Starrachse, vier Längslenker, Querlenker, Schraubenfedern                                               | Starrachse, vier Längslenker, Querlenker, Schraubenfedern                                               | Starrachse, vier Längslenker, Querlenker, Schraubenfedern                                               |
| Bremsen:                                            | Trommelbremsen rundum, Bremskraftverstärker a.W. Scheibenbremsen vorne (Envemo und ab 1975 Serie)       | Trommelbremsen rundum, Bremskraftverstärker a.W. Scheibenbremsen vorne (Envemo und ab 1975 Serie)       | Trommelbremsen rundum, Bremskraftverstärker a.W. Scheibenbremsen vorne (Envemo und ab 1975 Serie)       | Trommelbremsen rundum, Bremskraftverstärker a.W. Scheibenbremsen vorne (Envemo und ab 1975 Serie)       | Trommelbremsen rundum, Bremskraftverstärker a.W. Scheibenbremsen vorne (Envemo und ab 1975 Serie)       | Trommelbremsen rundum, Bremskraftverstärker a.W. Scheibenbremsen vorne (Envemo und ab 1975 Serie)       |
| Lenkung:                                            | Schneckenlenkung                                                                                        | Schneckenlenkung                                                                                        | Schneckenlenkung                                                                                        | Schneckenlenkung                                                                                        | Schneckenlenkung                                                                                        | Schneckenlenkung                                                                                        |
| Karosserie:                                         | Stahlblech, selbsttragend                                                                               | Stahlblech, selbsttragend                                                                               | Stahlblech, selbsttragend                                                                               | Stahlblech, selbsttragend                                                                               | Stahlblech, selbsttragend                                                                               | Stahlblech, selbsttragend                                                                               |
| Spurweite vorn/hinten:                              | 1410/1410 mm                                                                                            | 1410/1410 mm                                                                                            | 1410/1410 mm                                                                                            | 1410/1410 mm                                                                                            | 1410/1410 mm                                                                                            | 1410/1410 mm                                                                                            |
| Radstand:                                           | 2670 mm                                                                                                 | 2670 mm                                                                                                 | 2670 mm                                                                                                 | 2670 mm                                                                                                 | 2670 mm                                                                                                 | 2670 mm                                                                                                 |
| Abmessungen:                                        | 4570 × 1760 × 1380 mm ab 1979: 4740 × 1770 × 1390 mm                                                    | 4570 × 1760 × 1380 mm ab 1979: 4740 × 1770 × 1390 mm                                                    | 4570 × 1760 × 1380 mm ab 1979: 4740 × 1770 × 1390 mm                                                    | 4570 × 1760 × 1380 mm ab 1979: 4740 × 1770 × 1390 mm                                                    | 4570 × 1760 × 1380 mm ab 1979: 4740 × 1770 × 1390 mm                                                    | 4570 × 1760 × 1380 mm ab 1979: 4740 × 1770 × 1390 mm                                                    |
| Leergewicht:                                        | 1025–1040 kg                                                                                            | 1060 kg                                                                                                 | 1087 kg                                                                                                 | 1100 kg                                                                                                 | 1150 kg                                                                                                 | 1243 kg                                                                                                 |
| Höchstgeschwindigkeit:                              | ca. 145 km/h                                                                                            | 155 km/h                                                                                                | 164 km/h                                                                                                | ca. 170 km/h                                                                                            | 200 km/h                                                                                                | 170 km/h                                                                                                |
| 0–100 km/h:                                         | 18 s | 17 s | 13 s | 12 s | 8,2 s                                                                                                   | 12 s |
| Verbrauch (Liter/100 Kilometer):                    | 10–15 N                                                                                                 | n. a.                                                                                                   | 13–16 N                                                                                                 | 12–18 N                                                                                                 | 12–20 S                                                                                                 | n. a.                                                                                                   |